# Садківці (Жмеринський район)
Са́дківці — село в Україні, у Джуринській сільській громаді Жмеринського району Вінницької області. Населення становить 635 осіб.

## Населення

### Мова
Розподіл населення за рідною мовою за даними :
| Мова       | Кількість | Відсоток |
| ---------- | --------- | -------- |
| українська | 633       | 99.69%   |
| російська  | 2         | 0.31%    |
| Усього     | 635       | 100%     |

## Географія
У селі річка Садківка впадає у Мурафу.